# نويزالتسا-شبرمبرغ
نويزالسا اشبرمبرغ (بالألمانية: Neusalza-Spremberg) هي بلدة ألمانية تقع في ألمانيا في ساكسونيا. يقدر عدد سكانها بـ 3,804 نسمة .

## المدن التوأمة
مدينة دونزدورف هي مدينة توأمة لـنويزالسا اشبرمبرغ.